# V starykh ritmakh
V starykh ritmakh (russisk: В старых ритмах) er en sovjetisk spillefilm fra 1982 af Mikhail Jersjov.

## Medvirkende
- Semjon Morozov som Nikita Fedotov
- Anastasija Glez
- Nikolaj Trofimov som Sjtykov
- Zoltán Loker
- Aleksandr Zakharov